# 2838 Takase
2838 Takase este un asteroid din centura principală, descoperit pe 26 octombrie 1971 de Luboš Kohoutek.